# BDR Thermea
BDR Thermea este un grup olandez format în cursul anului 2009 prin fuziunea dintre Baxi Group și De Dietrich Remeha Group.
BDR Thermea este al treilea grup de pe piața termotehnică europeană, ocupând poziții de top în Italia, Marea Britanie, Franța, Spania, Olanda, Germania, Ungaria, Grecia, Ucraina, Rusia, Iran, Argentina, etc..

## BDR Thermea în România
BDR Thermea este prezent și în România, printr-o filială deschisă în Aprilie 2018, care oferă suport pentru toate mărcile grupului, dintre care cele mai cunoscute sunt Baxi, DeDietrich, Remeha, Brötje, Chappée și Baymak. De asemenea, filiala BDR Thermea Romania ofera suport si pentru celelalte mărci ale grupului care nu se mai comercializează în Romania: Westen, Roca, Aequator, Falke, Lambert sau Ocean.
Portofoliul BDR Thermea România include centrale termice cu condensare, murale și de pardoseală, cu puteri individuale cuprinse între 12 kW și 650 kW (instalabile în cascadă până la 10.500 kW), boilere pentru apă caldă menajeră, panouri solare, pompe de căldură, sisteme termice integrate, sisteme hibride precum și automatizări inteligente pentru creșterea eficienței și a comfortului.